# Belgique aux Jeux olympiques d'été de 1968
La Belgique participe aux Jeux olympiques d'été de 1968 à Mexico au Mexique. 82 athlètes belges, 77 hommes et 5 femmes, ont participé à  compétitions dans  sports. Ils y ont obtenu deux médailles : une d'argent et une de bronze.

## Médailles
| Médaille | Discipline    | Épreuve       | Athlète                         | Performance | Date |
| -------- | ------------- | ------------- | ------------------------------- | ----------- | ---- |
| Argent   | Haltérophilie | Plus de 90 kg | Serge Reding                    |             |      |
| Bronze   | Cyclisme      | Tandem        | Daniel Goens Robert van Lancker |             |      |